# Галварино
Галварино (умро в. 30. новембра 1557) био је познати ратник Мапучеа током већине раног дела рата Арауко. Борио се и био заробљен заједно са стотину и педесет других Мапучеа, у бици код Лагуниласа против гувернера Гарцие Хуртадо де Мендозе . Као казна за побуну, неки од ових затвореника осуђени су на ампутацију десне руке и носа, док су другима, попут Галварину, одсечене обе руке.  Галварино и остали су затим пуштени као лекција и упозорење за остатак Мапучеа. Мендоза га је послао да обавести генерала Кауполикана о броју и квалитету људи који су поново ушли у њихову земљу, да у њега унесе одређени страх, између осталих покушаних средстава, како би се могао покорити без борбе. 
По повратку у Мапуче појавио се пред Кауполиканом и ратним већем, показујући им своја сакаћења, вапећи за правдом и већим успоном Мапучеа против овог шпанског освајача попут оног из Лаутара . Због његове храбрости и галантности, веће га је именовало за команданта ескадрилом. Ножевима причвршћеним на оба унакажена зглоба замењујући његове руке, борио се поред Кауполикана у следећој кампањи све до битке код Милларапуеа, где се његова ескадрила борила против гувернера Мендозе, где је успео да обори заповедника број два.
Дошао је командујући као наредник и анимирајући своје људе на овај начин: „Е, браћо моја, видите да се сви врло добро борите, не желите да будете као ја без шаку, тако да нећете моћи да радите нити да једете , ако им не дате! " И подигао је те руке високо, показујући им да их натера да се боре са више духа и говорећи им: „Они са којима ћете се борити посећи ће их, и исто то ће учинити ономе кога од вас узму и нико не сме да бежи, него да умре, јер умиреш бранећи своју отаџбину “. Померио се испред ескадриле у даљини, и рекао је громким гласом да ће прво умрети и иако више нема шаке, да ће учинити шта може зубима. 
 Jerónimo de Vivar, Crónica, Capítulo CXXXIII.
 „Браћо моја, зашто сте престали да нападате ове хришћане, видећи очигледну штету коју су од дана уласка у наше царство до данас чинили и чине? И даље ће вам чинити оно што видите да су учинили и раде? И даље ће вам чинити оно што видите да су мени радили, одсећи вам руке, ако нисте марљиви у највећој мери за уништавање ових толико штетних људи за нас и/или нашу децу и жене. "
Pedro Mariño de Lobera, Crónica del Reino de Chile, Libro 2 Capítulo IV
Међутим, Мендозова команда је поразила Галваринову дивизију након више од сат времена борбе и победила у бици, убивши три хиљаде Индијанаца, и заробивши више од осам стотина, укључујући и њега.  Мендоза је наредио да се погуби бацањем псима. 

У књизи Ла Араукана,  коју је написао Алонсо де Ерцилла, објашњава да је стварна смрт Галварина била вешањем.